# Ken Caves
Ken Caves (4 de novembro de 1926 — 31 de julho de 1974) foi um ciclista australiano que competiu nos Jogos Olímpicos de Verão de 1948 e de 1952, representando a Austrália.